# Benedikt Burtscher
Benedikt Burtscher (* um 1660/1665 in Warth; † 1730 in  Roes) war Hofbaumeister von Nassau-Usingen.  
Burtscher kann seit 1692 in Usingen nachgewiesen werden. Am 15. Oktober 1694 heiratete er in Usingen Anna Elisabethe Gries, die Tochter eines Händlers aus Lich. Neun Kinder stammen aus dieser Ehe.
Ab 1700 errichtete Burtscher in Usingen die Neustadt um die Hugenottenkirche, die ebenfalls nach seinen Plänen gebaut wurde. Auch die anderen Häuser am Marktplatz wie das Liefrink-Haus gehen auf seine Pläne zurück. Nach dem Tod des Fürsten Wilhelm Heinrich von Nassau-Usingen im Jahre 1718 verließ er die Stadt und trat in den Dienst der Waldbott von Bassenheim. Für Graf Casimir Ferdinand Adolf Waldbott von Bassenheim errichtete Burtscher das Bassenheimer Palais. 1730 starb Burtscher auf der Burg Pyrmont. 

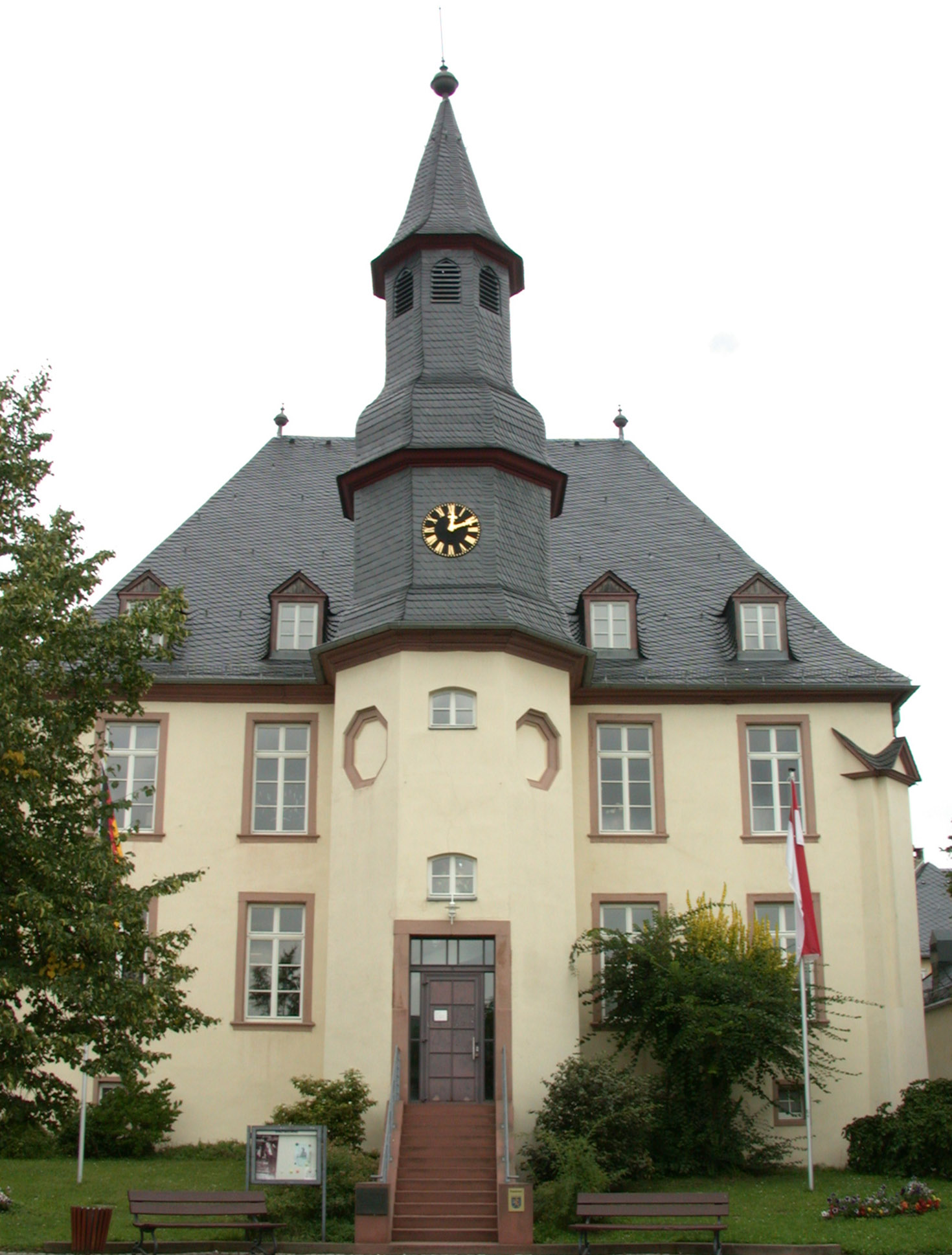
Hugenottenkirche in Usingen

Die Benedikt-Burtscher-Straße in Usingen wurde nach dem Baumeister benannt.

## Bauwerke (Auswahl)
- ab 1700: Hugenottenkirche in Usingen und Bebauung der Neustadt
- 1704: Rathaus in Naunstadt
- 1711: St.-Gertrudis-Kapelle in Oberreifenberg
- Bassenheimer Palais in Oberreifenberg